# Agrotis obliviosa
Agrotis obliviosa là một loài bướm đêm trong họ Noctuidae.